# کاناتا هونگو
کاناتا هونگو (انگلیسی: Kanata Hongō؛ زادهٔ ۱۵ نوامبر ۱۹۹۰) یک هنرپیشه، و مدل اهل استان میاگی، ژاپن است. وی از سال ۲۰۰۲ میلادی تاکنون مشغول فعالیت بوده‌است. از فیلم‌هایی که در آن نقش داشته می‌شود به گانتز، اینویاشیکی، حمله به تایتان، کیمیاگر تمام‌فلزی، و پادشاهی نام برد. او همچنین صداپیشه شخصیت ساکاموتو ریوتا در مجموعه تلویزیونی انیمه بتوووم! بوده‌است.